# Pieve di Santa Maria a Diecimo

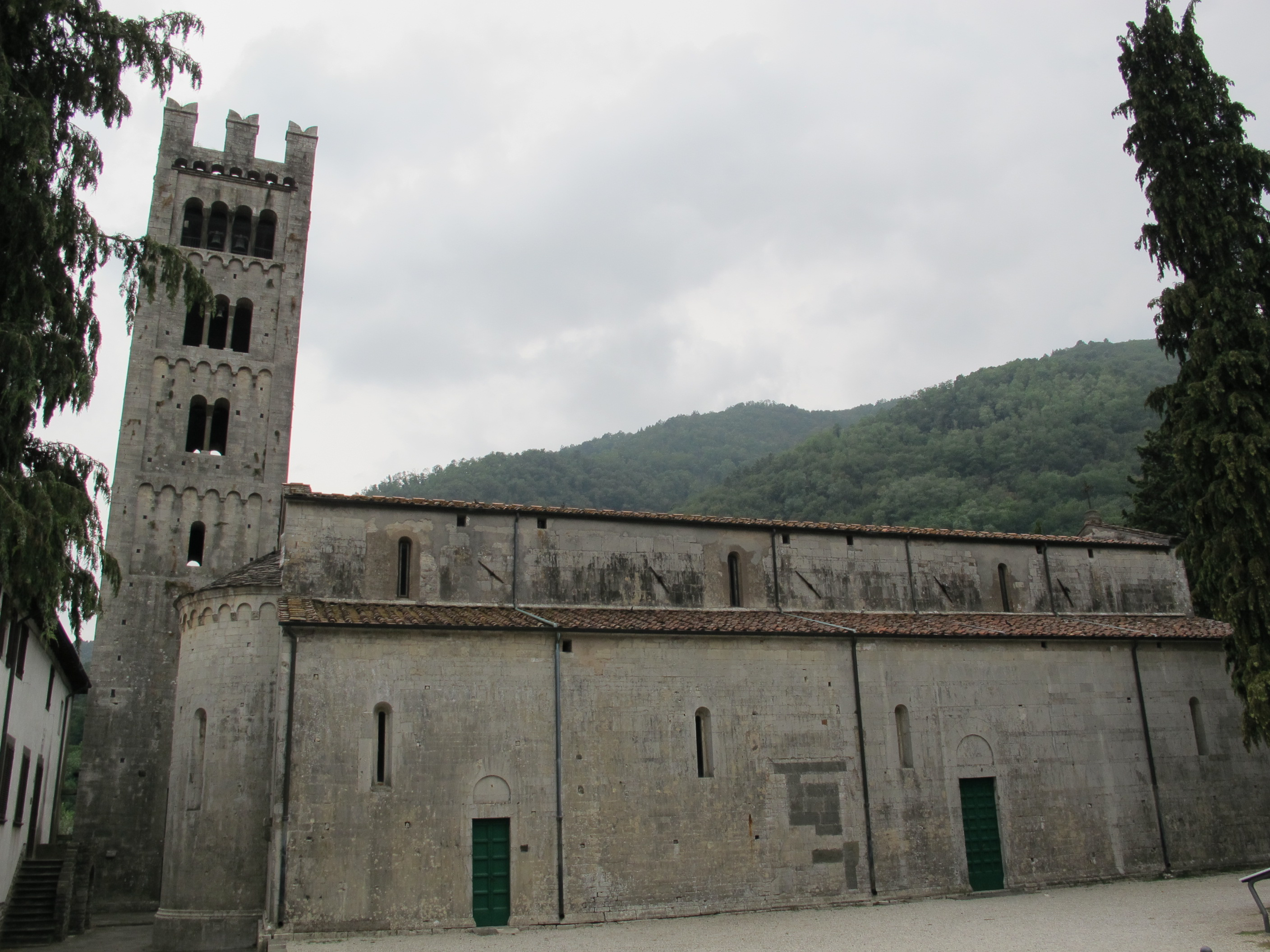
Veduta

La pieve di Santa Maria a Diecimo è un edificio sacro che si trova in località Diecimo a Borgo a Mozzano.

## Storia e descrizione
Costruita a partire dall'inizio del XII secolo dalla Contessa Matilde di Canossa, presenta l'impianto a tre navate con grande abside semicircolare. Il prospetto, semplice e regolare, affida la decorazione al paramento murario a grossi blocchi di calcare e alle figurazioni dell'architrave del portale di accesso. A fianco sorge la torre campanaria, ispirata a prototipi lombardo-lucchesi con merlatura inserita nell'Ottocento. 
La chiesa possiede alcuni resti dell'arredo scultoreo della prima metà del XIII secolo: un bassorilievo raffigurante il profeta Isaia, due leoni stilofori con preda e un capitello con aquile. A ciò si aggiunge la presenza di un fonte battesimale esagonale duecentesco, di un sarcofago romano e di una lastra erratica raffigurante un cavaliere con grande scudo, localmente denominato Re Pipino.
In chiesa è anche un tabernacolo eucaristico quattrocentesco forse attribuibile a Matteo Civitali per le analogie con le opere dello scultore in San Martino a Lucca.

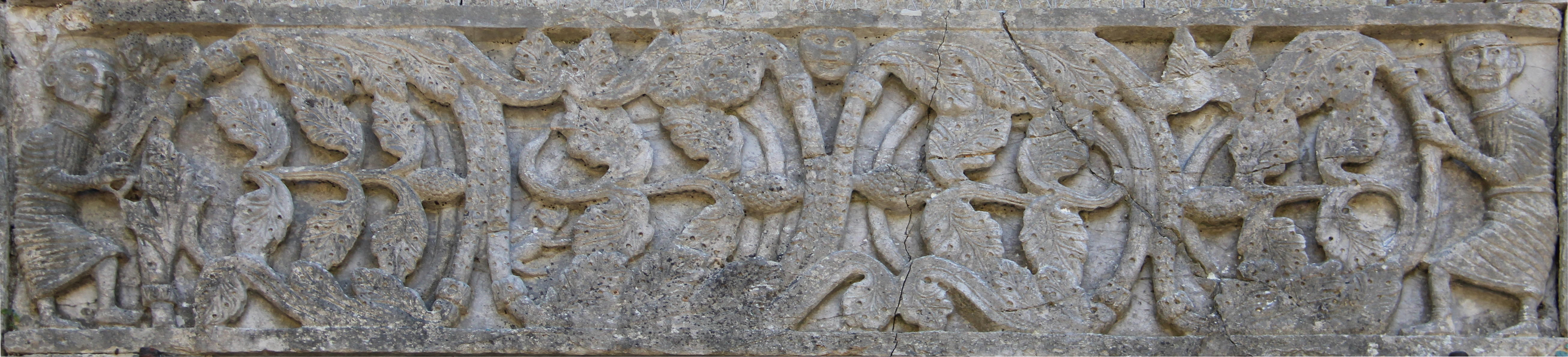
L'architrave scolpita
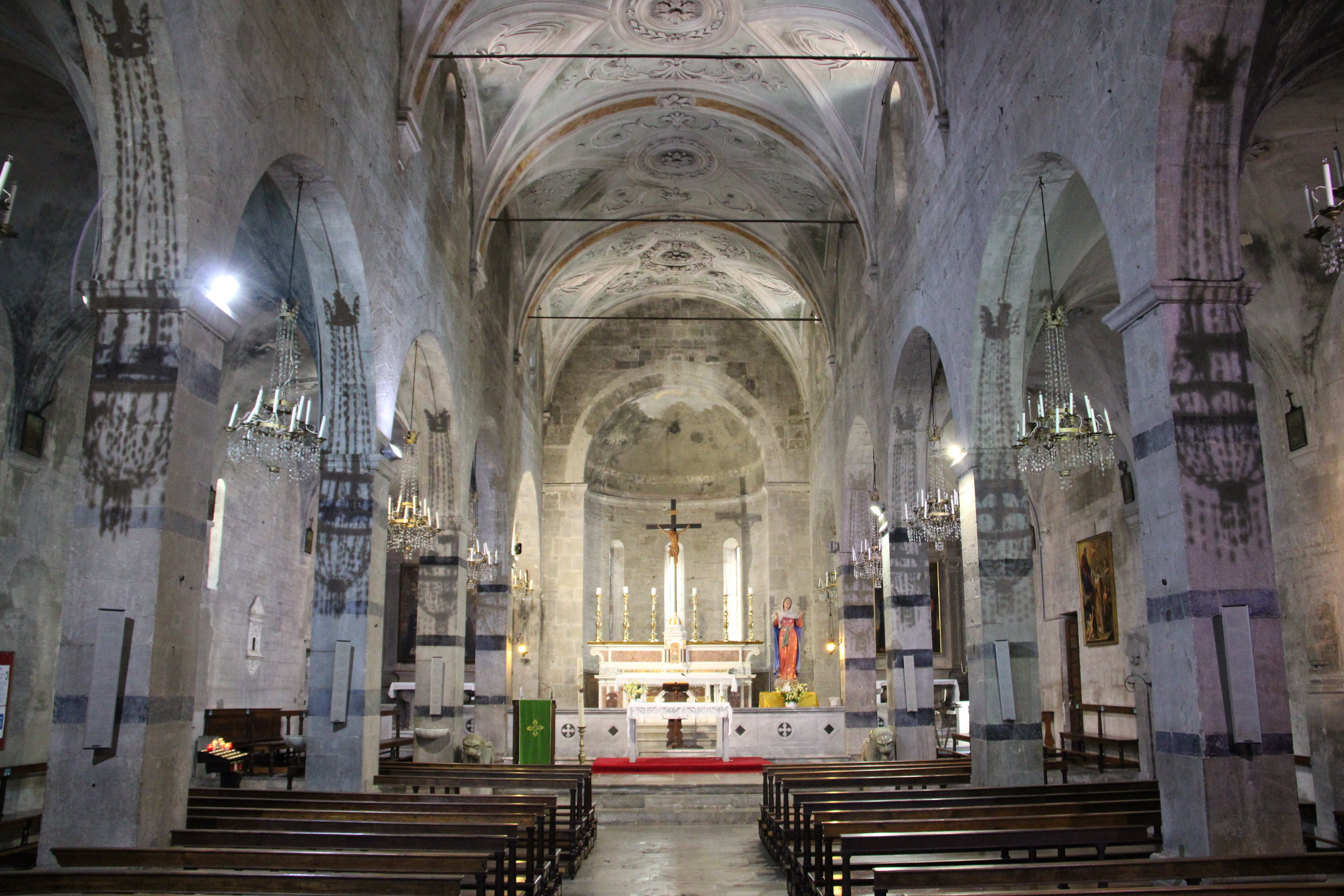
Interno
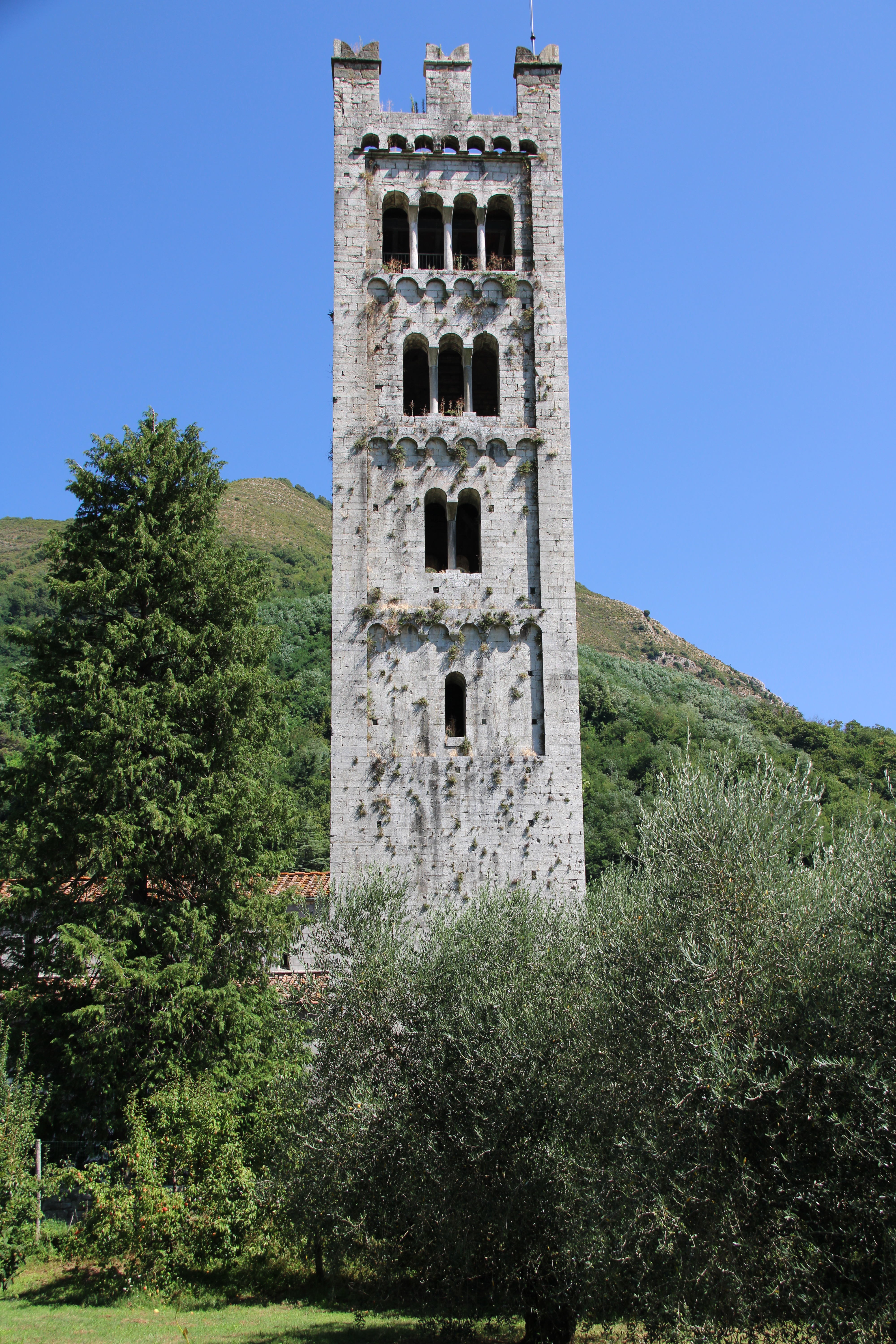
Campanile